# Svegel
Svegel är en orgelstämma inom principalfamiljen som är 2´. Den tillhör kategorin labialstämmor. Klangen är mjuk och svag. Den liknas vid en flöjtliknande principal som ofta är smalt labierad.